# 屋島自動車学校
株式会社屋島自動車学校（やしまじどうしゃがっこう）は、香川県高松市にある香川県公安委員会指定自動車教習所を運営する大川バスグループの企業。

## 取得免許
- 普通自動車（一種・二種）
- 準中型自動車
- 中型自動車
- 大型自動車
- 普通自動二輪車

## 所在地
- 〒761-0101　香川県高松市春日町字浜免1304番地3

## 関連会社
- 佐藤製材所（グループ統括会社）
- 大川自動車
- 屋島観光バス
- 四国高速バス
- 琴参バス
- 大川タクシー
- おおかわ交通
- 大川観光
- 四国ハイウェイサービス（大川オアシス）